# Karlsruhe
Karlsruhe (v překladu „Karlův klid“) je město ležící na břehu řeky Rýn na jihozápadě Německa ve spolkové zemi Bádensko-Württembersko blízko německo-francouzských hranic. Žije zde přibližně 310 tisíc obyvatel. Jde o historické hlavní město Bádenska, poblíž jeho trojmezí s Alsaskem a Rýnskou Falcí.

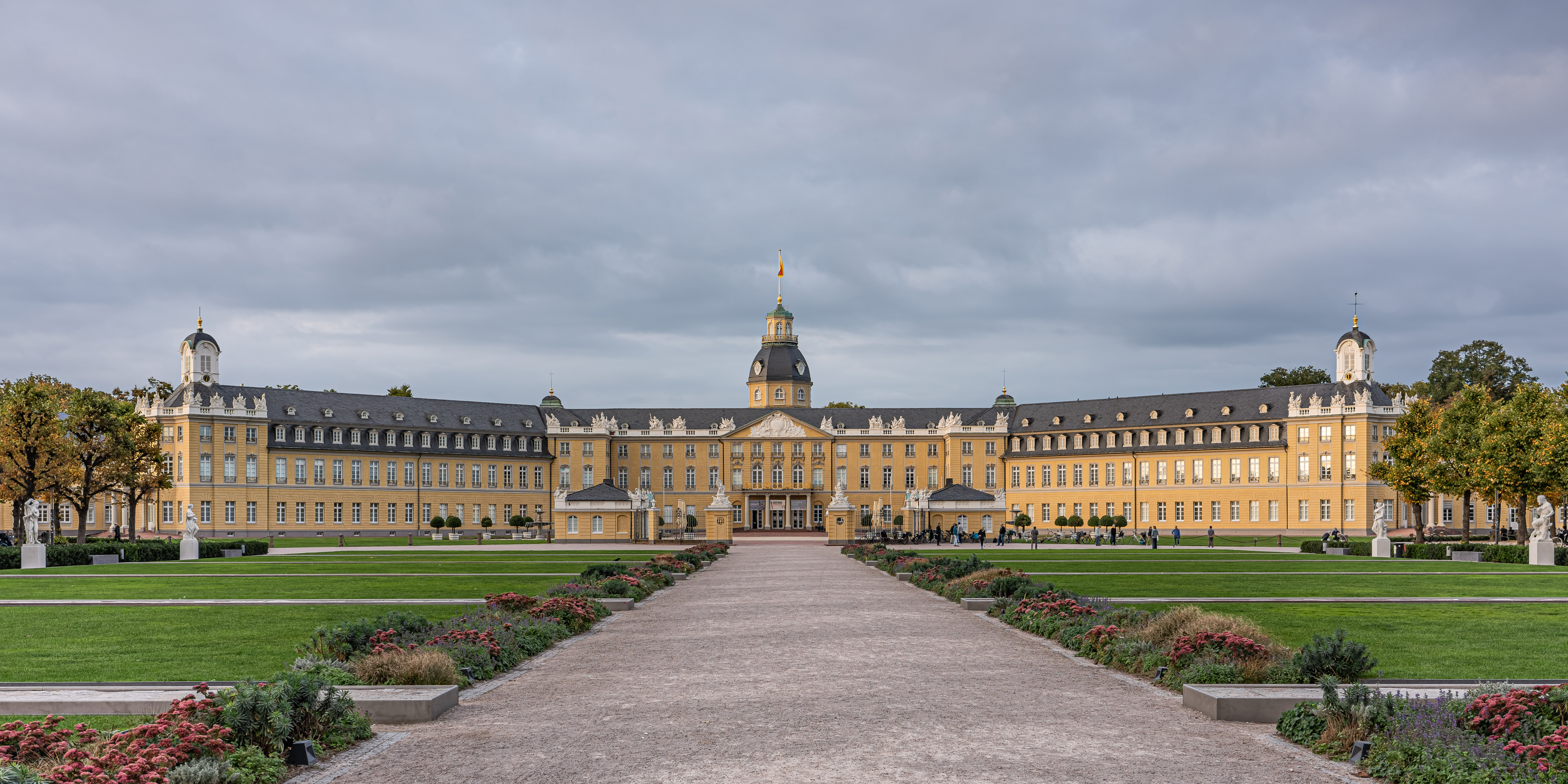
Markraběcí zámek ve středu města

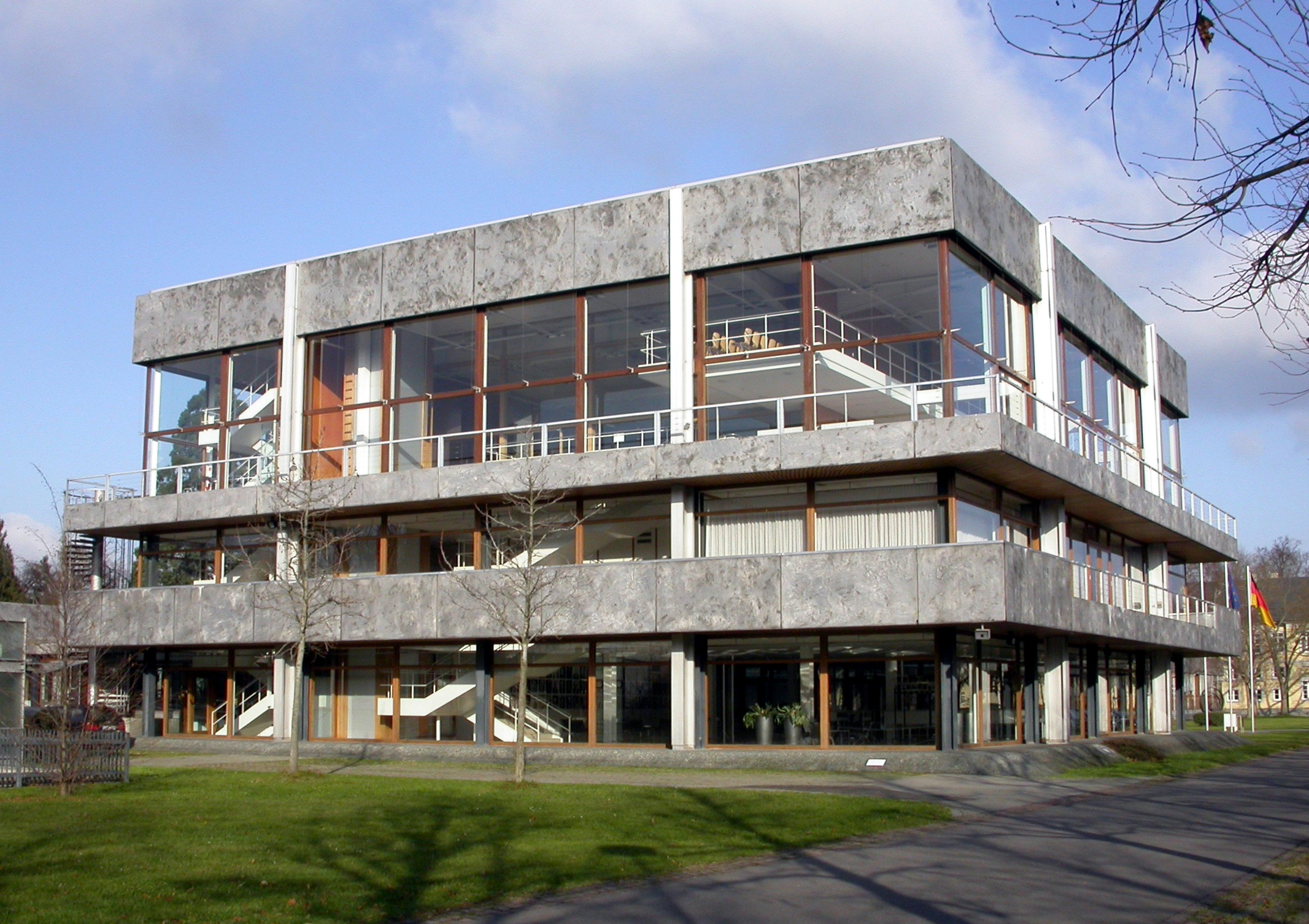
Budova Spolkového ústavního soudu sídlícího v Karlsruhe

## Historie
Město je jedním z největších evropských měst založených podle návrhu na rýsovacím prkně. Založeno bylo roku 1715 bádensko-durlašským markrabětem Karlem III. Vilémem. Markrabě se rozhodl přesídlit ze své středověké, stísněné rezidence Durlach (dnes největší část města Karlsruhe) do nově postaveného „otevřeného“, na tehdejší dobu moderního nového města, jehož ulice se vějířovitě rozbíhaly od nového zámku. V plánu bylo 32 ulic, většina z nich existuje dodnes.

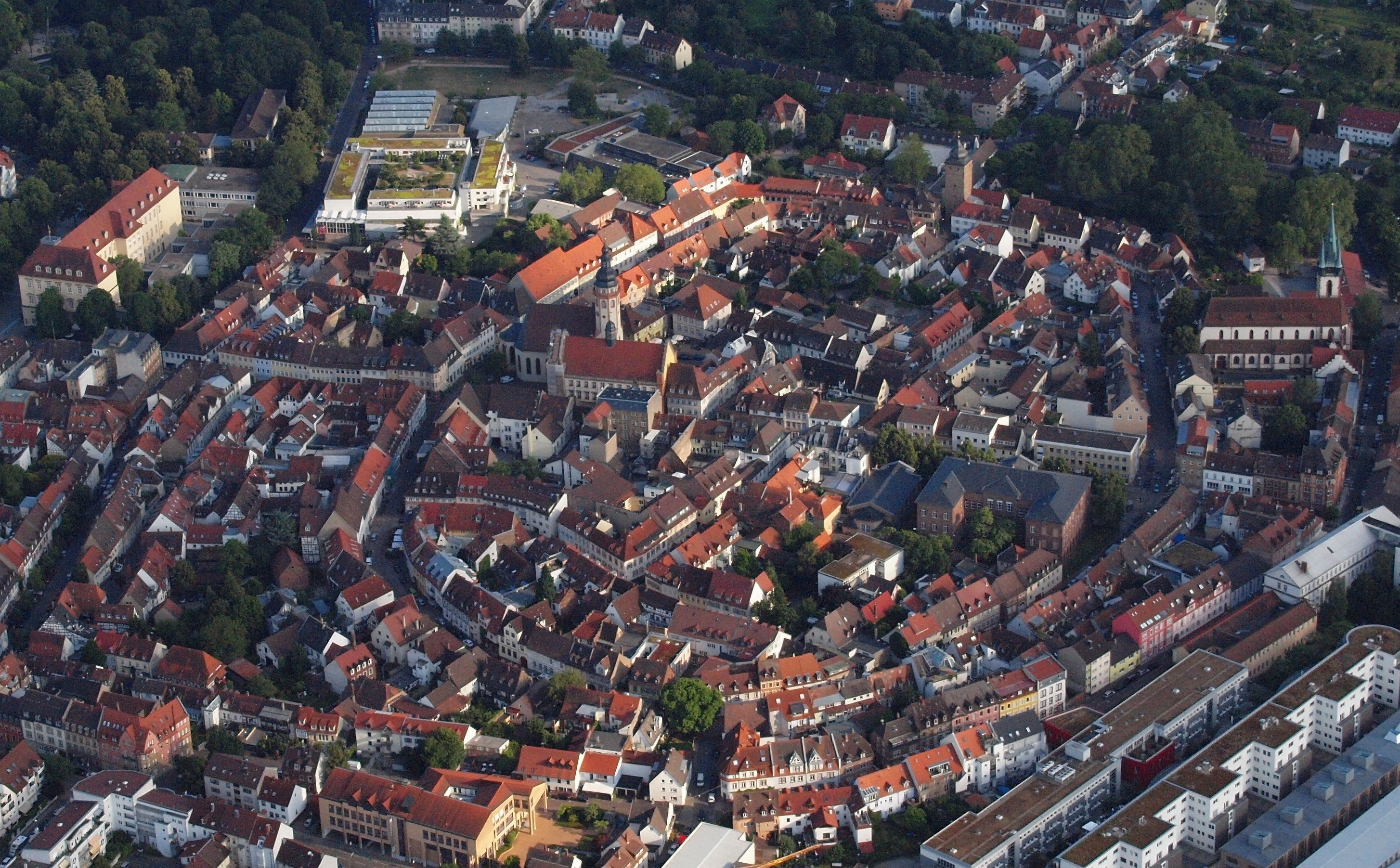
Středověké staré město v městské části Durlach
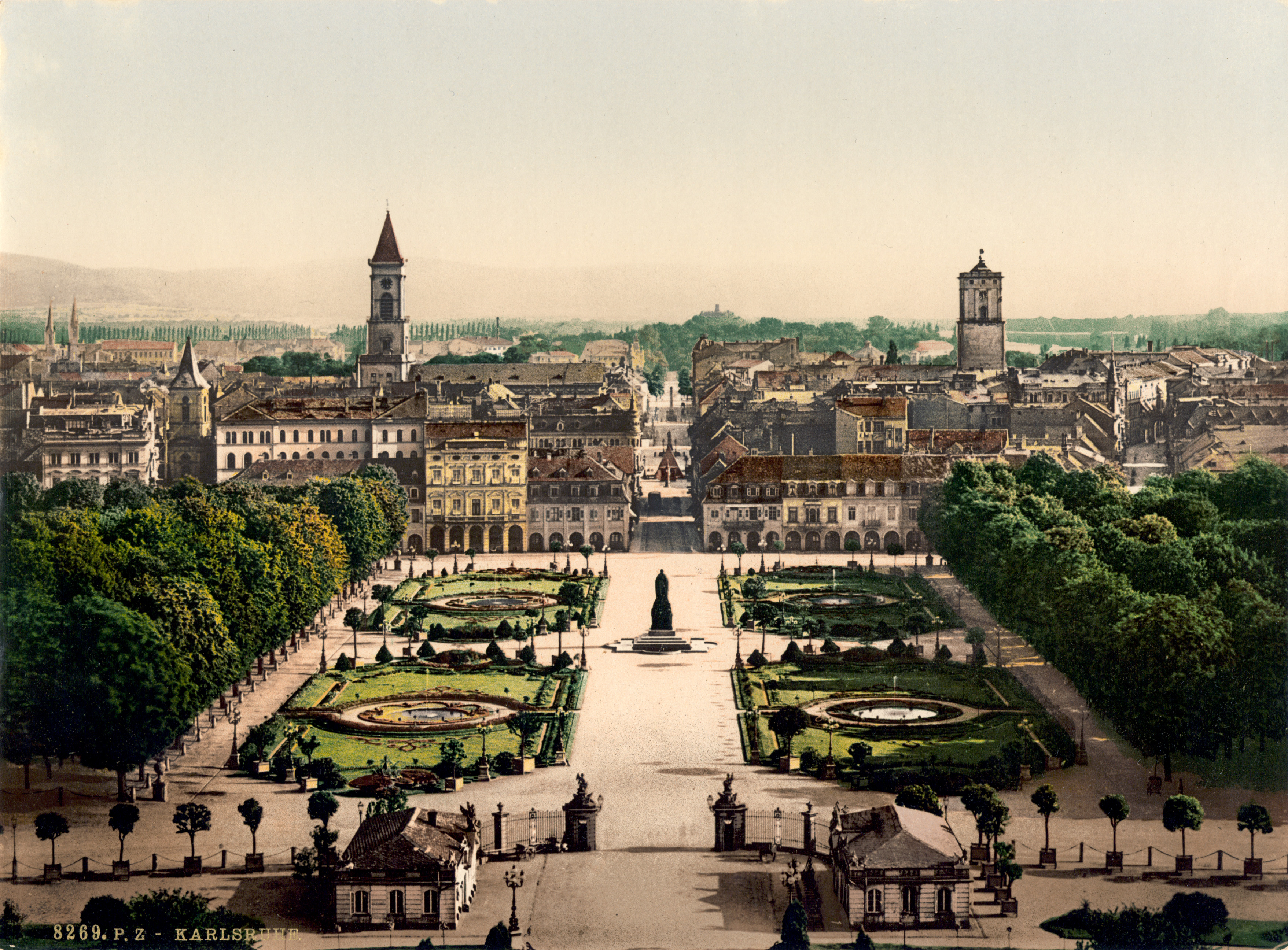
Karlsruhe kolem roku 1900 (pohled ze zámecké věže na jih)
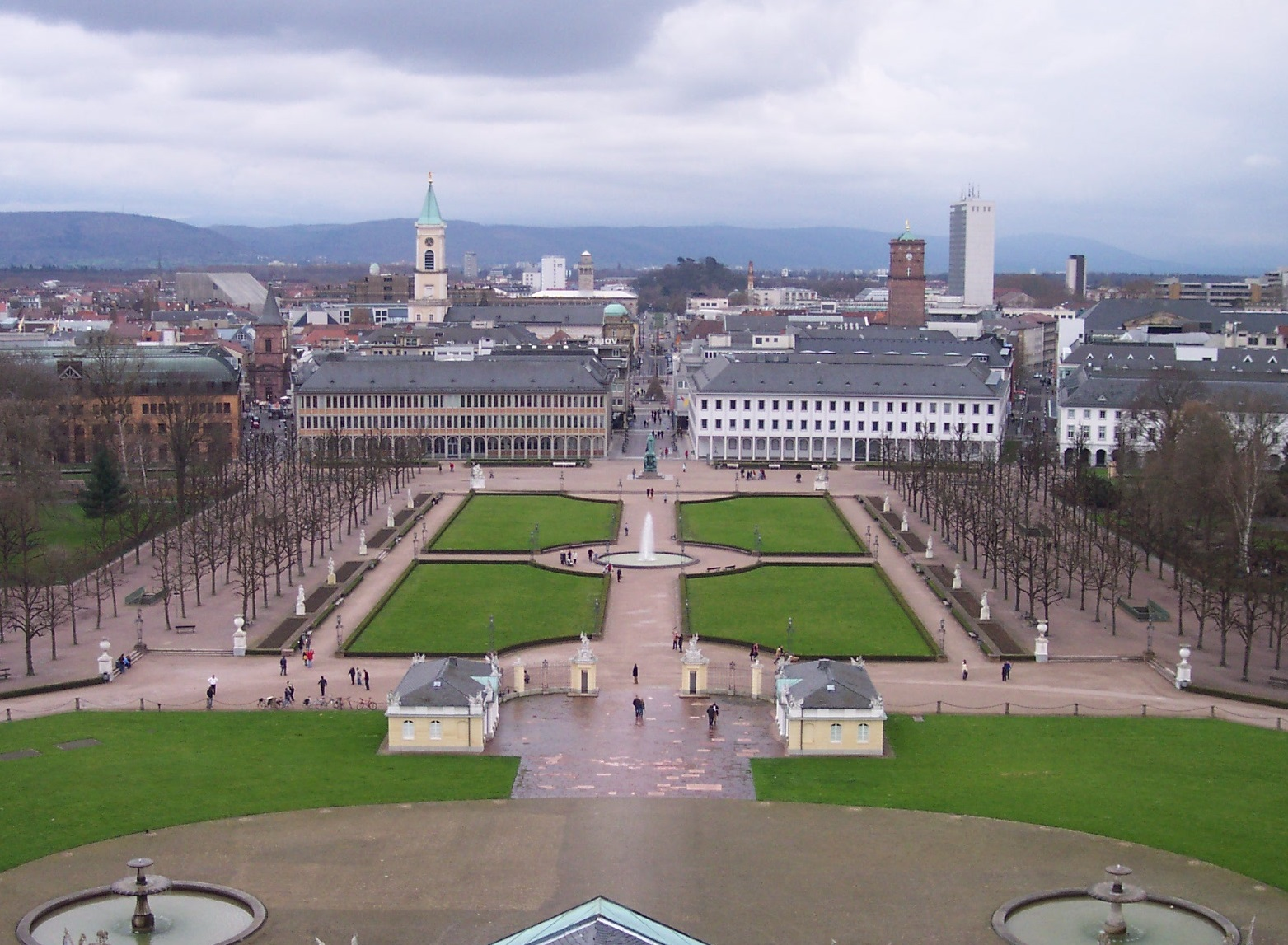
Karlsruhe kolem roku 2005 (pohled ze zámecké věže na jih)
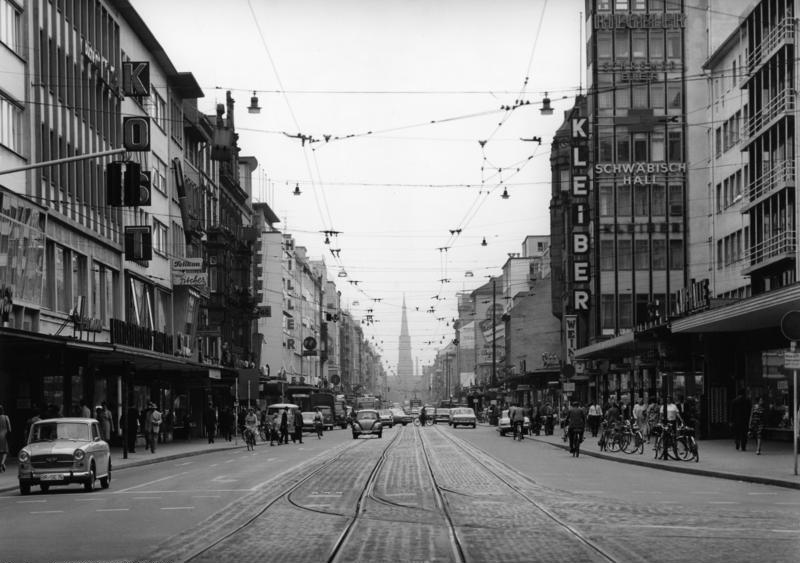
Císařská ulice (Kaiserstraße) v roce 1966

## Geografie
Karlsruhe je po Stuttgartu (80 kilometrů východně) a Mannheimu (60 kilometrů severně) třetím největším městem Bádenska-Württemberska.
Nadmořská výška Karlsruhe kolísá od 100 metrů (na západním břehu Rýna) až po 322 metrů na úpatí televizní věže. Městem prochází 49. rovnoběžka. Je symbolicky vyznačena bílou čarou a kamenným obeliskem v městském parku.

### Podnebí
| Karlsruhe (1991-2020) – podnebí               | Karlsruhe (1991-2020) – podnebí | Karlsruhe (1991-2020) – podnebí | Karlsruhe (1991-2020) – podnebí | Karlsruhe (1991-2020) – podnebí | Karlsruhe (1991-2020) – podnebí | Karlsruhe (1991-2020) – podnebí | Karlsruhe (1991-2020) – podnebí | Karlsruhe (1991-2020) – podnebí | Karlsruhe (1991-2020) – podnebí | Karlsruhe (1991-2020) – podnebí | Karlsruhe (1991-2020) – podnebí | Karlsruhe (1991-2020) – podnebí | Karlsruhe (1991-2020) – podnebí |
| Období                                        | leden                           | únor                            | březen                          | duben                           | květen                          | červen                          | červenec                        | srpen                           | září                            | říjen                           | listopad                        | prosinec                        | rok                             |
| --------------------------------------------- | ------------------------------- | ------------------------------- | ------------------------------- | ------------------------------- | ------------------------------- | ------------------------------- | ------------------------------- | ------------------------------- | ------------------------------- | ------------------------------- | ------------------------------- | ------------------------------- | ------------------------------- |
| Nejvyšší teplota [°C]                         | 15,6                            | 19,5                            | 24,6                            | 30,5                            | 33,3                            | 37,3                            | 39,2                            | 38,7                            | 33,2                            | 29,0                            | 22,0                            | 17,8                            | 39,2                            |
| Průměrné denní maximum [°C]                   | 5,2                             | 6,9                             | 12,1                            | 17,6                            | 20,5                            | 24,7                            | 27,0                            | 26,6                            | 22,1                            | 16,0                            | 10,0                            | 6,4                             | 16,3                            |
| Průměrná teplota [°C]                         | 2,5                             | 3,1                             | 6,9                             | 11,4                            | 14,7                            | 18,8                            | 20,8                            | 20,3                            | 15,9                            | 11,1                            | 6,7                             | 3,7                             | 11,3                            |
| Průměrné denní minimum [°C]                   | −0,6                            | −0,5                            | 1,6                             | 4,8                             | 8,6                             | 12,7                            | 14,5                            | 14,2                            | 10,3                            | 6,6                             | 3,3                             | 0,7                             | 6,4                             |
| Nejnižší teplota [°C]                         | −21,9                           | −22,2                           | −16,4                           | −4,7                            | −2,6                            | 1,5                             | 3,9                             | 3,4                             | 0,6                             | −6,5                            | −9,2                            | −18,7                           | −22,2                           |
| Průměrné srážky [mm]                          | 60,0                            | 48,0                            | 40,0                            | 40,0                            | 80,0                            | 64,0                            | 76,0                            | 61,0                            | 47,0                            | 58,0                            | 64,0                            | 79,0                            | 717,0                           |
| Zdroj: https://wetterlabs.de/klima/karlsruhe/ |                                 |                                 |                                 |                                 |                                 |                                 |                                 |                                 |                                 |                                 |                                 |                                 |                                 |

## Ekonomika
Na břehu Rýna se nachází největší ropná rafinerie Německa MiRO a dva přístavy.
Město je také významným dopravním uzlem. Sídlí zde řada technologických firem, např. pobočka koncernu Siemens, dále výrobce elektřiny Energie Baden-Württemberg (EBW) a obchodní řetězec dm drogerie.
V Karlsruhe je od roku 1827 umístěna Staatliche Münze Karlsruhe, což je v současnosti nejmenší státní mincovna z pěti německých mincoven, které razí německé euromince. Mince ražené v Karlsruhe nesou mincovní značku „G“.

## Spolkové soudy
Od roku 1951 je Karlsruhe sídlem německého Spolkového ústavního soudu (Bundesverfassungsgericht).
Dále sídlí v Karlsruhe od roku 1950 Spolkový soudní dvůr (Bundesgerichtshof), což je nejvyšší německý soud řádného soudnictví a poslední instance ve věcech občanskoprávních a trestních. Je jedním z pěti nejvyšších spolkových soudů, z nichž čtyři sídlí v jiných městech. Také generální státní zástupce (Generalbundesanwalt), který je přidružen k tomuto soudu, má své úřední sídlo v Karlsruhe.

## Vývoj počtu obyvatel
| Rok  | Počet obyvatel |
| 1790 | 4500           |
| 1820 | 16 200         |
| 1850 | 25 400         |
| 1880 | 49 300         |
| 1900 | 97 400         |
| 1925 | 145 700        |
| 2003 | 282 595        |
| 2013 | 299 103        |

## Galerie

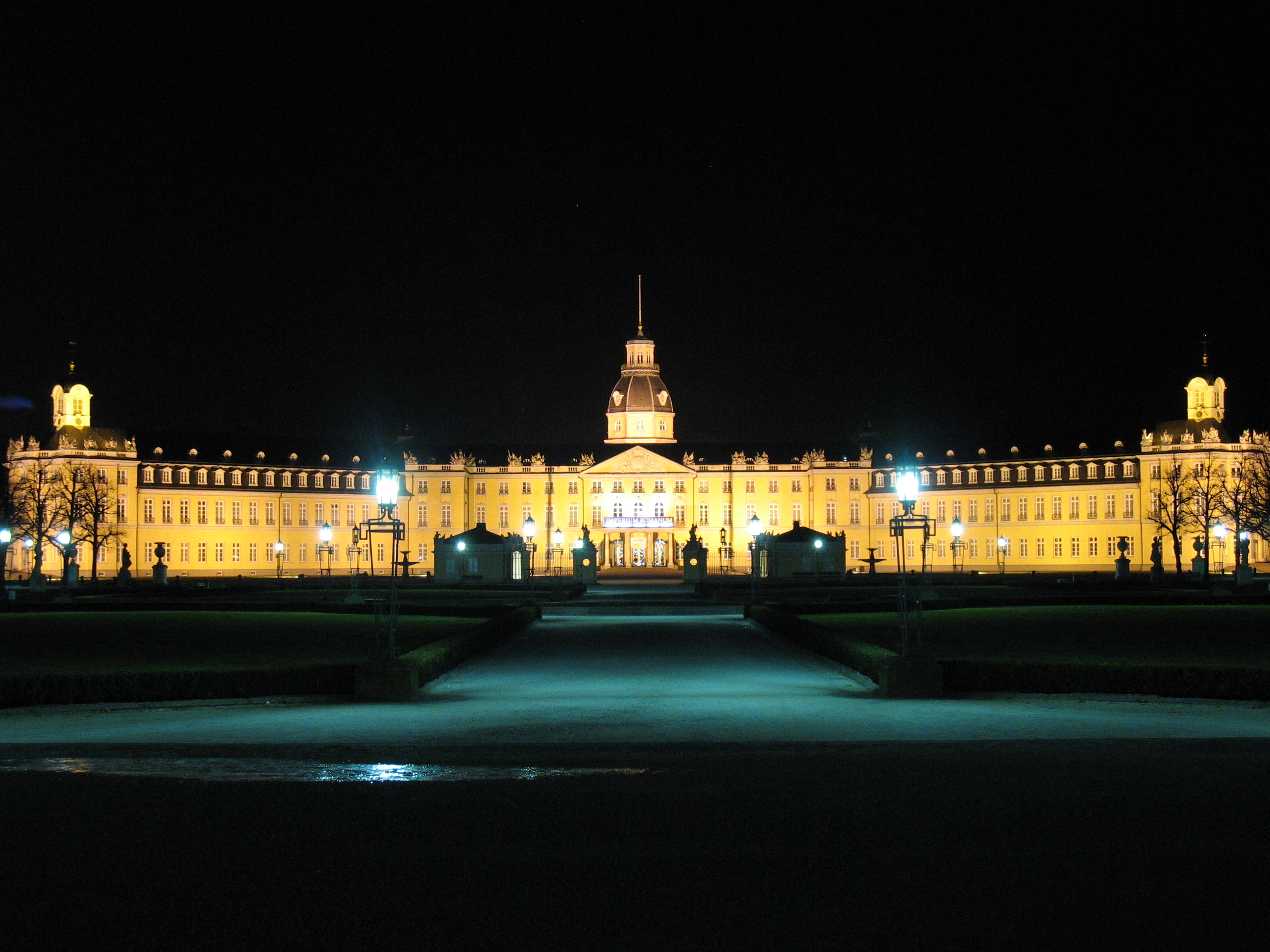
Markraběcí zámek v Karlsruhe v noci
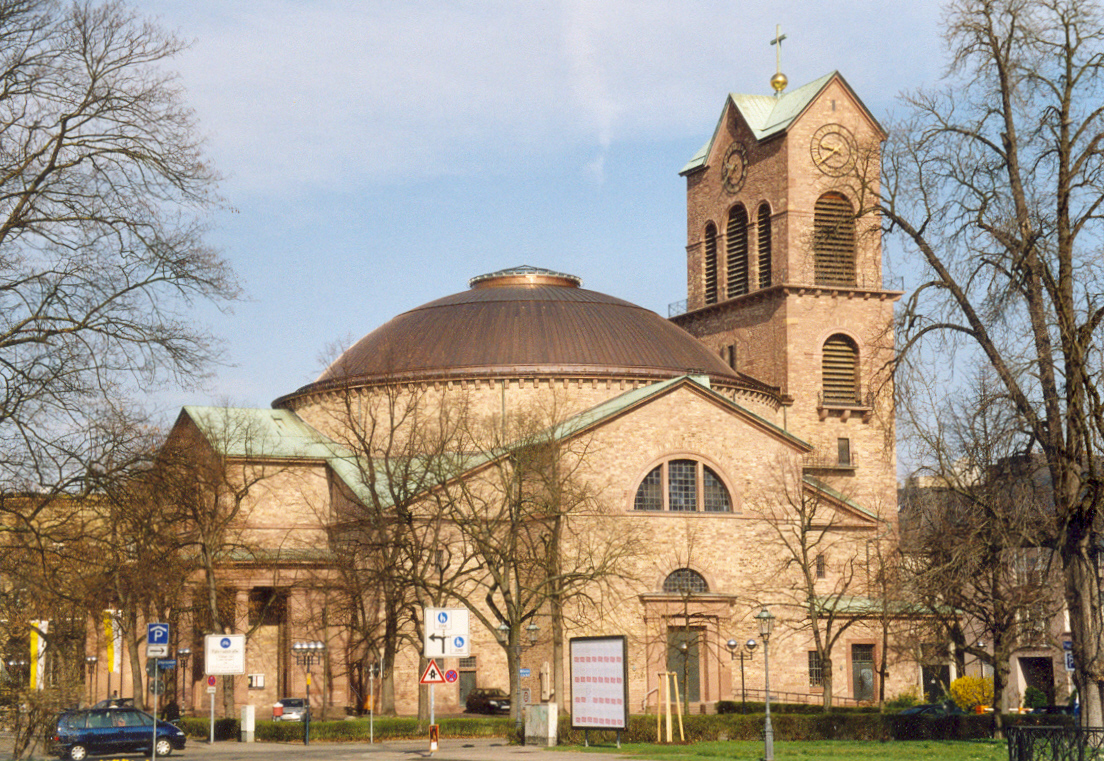
Farní kostel sv. Štěpána
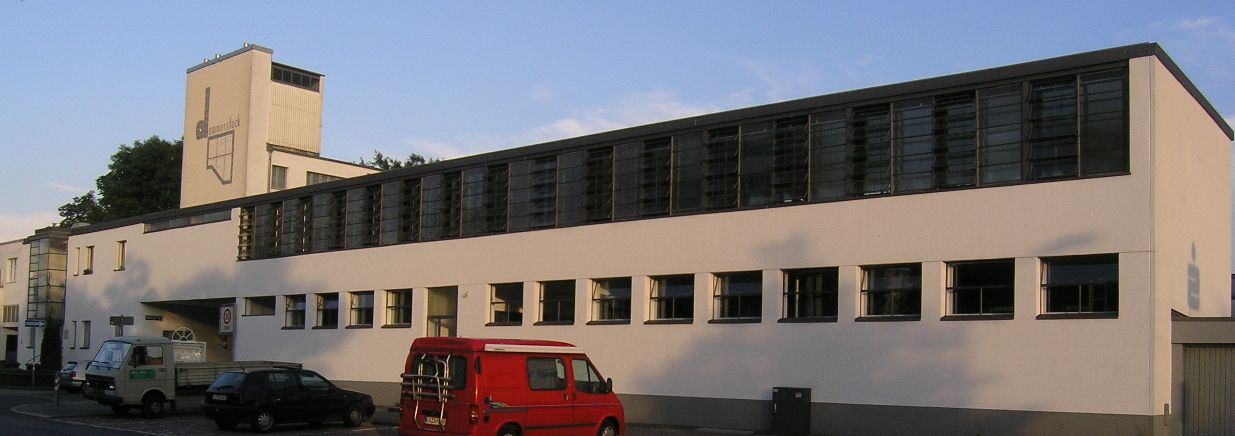
Nové stavby na náměstí Dammerstock
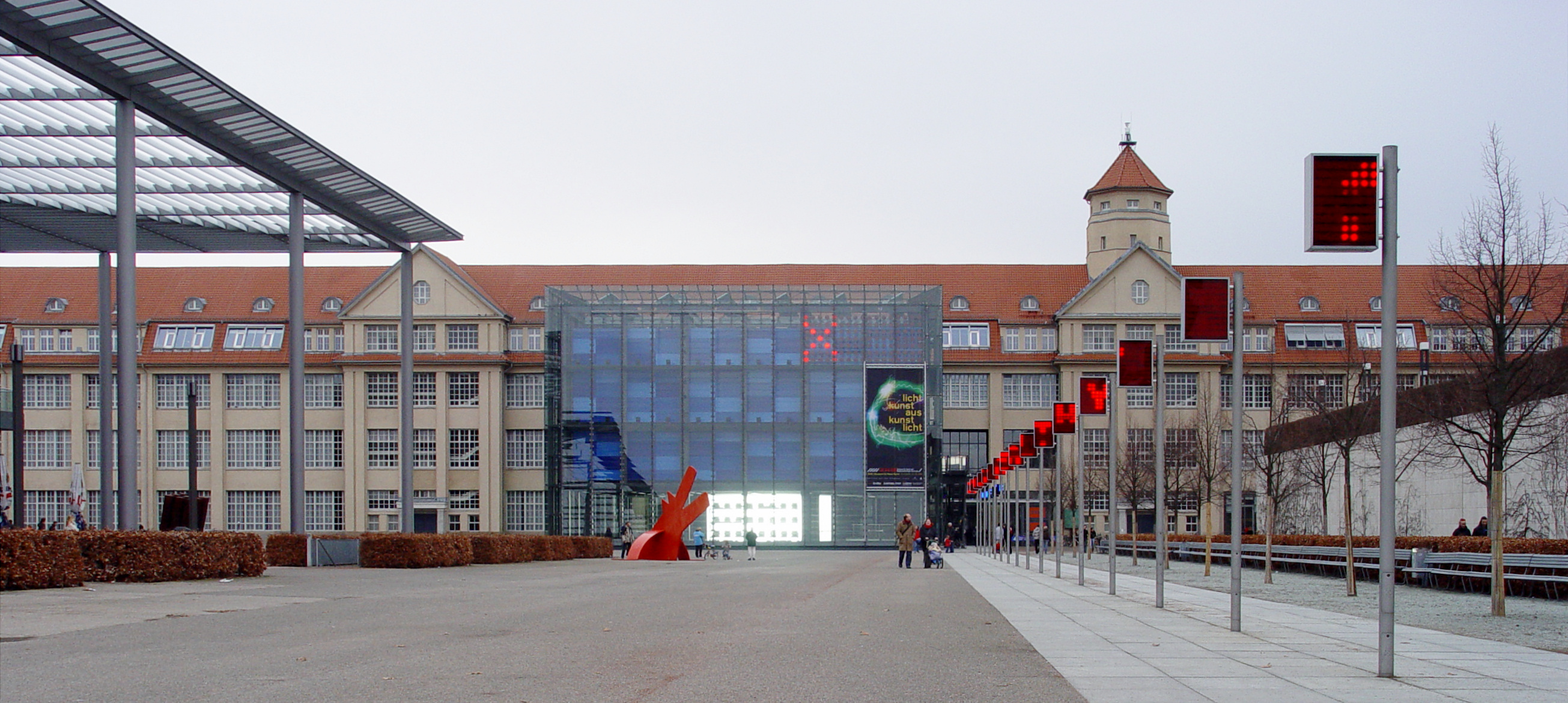
Centrum pro umění a média

## Rodáci

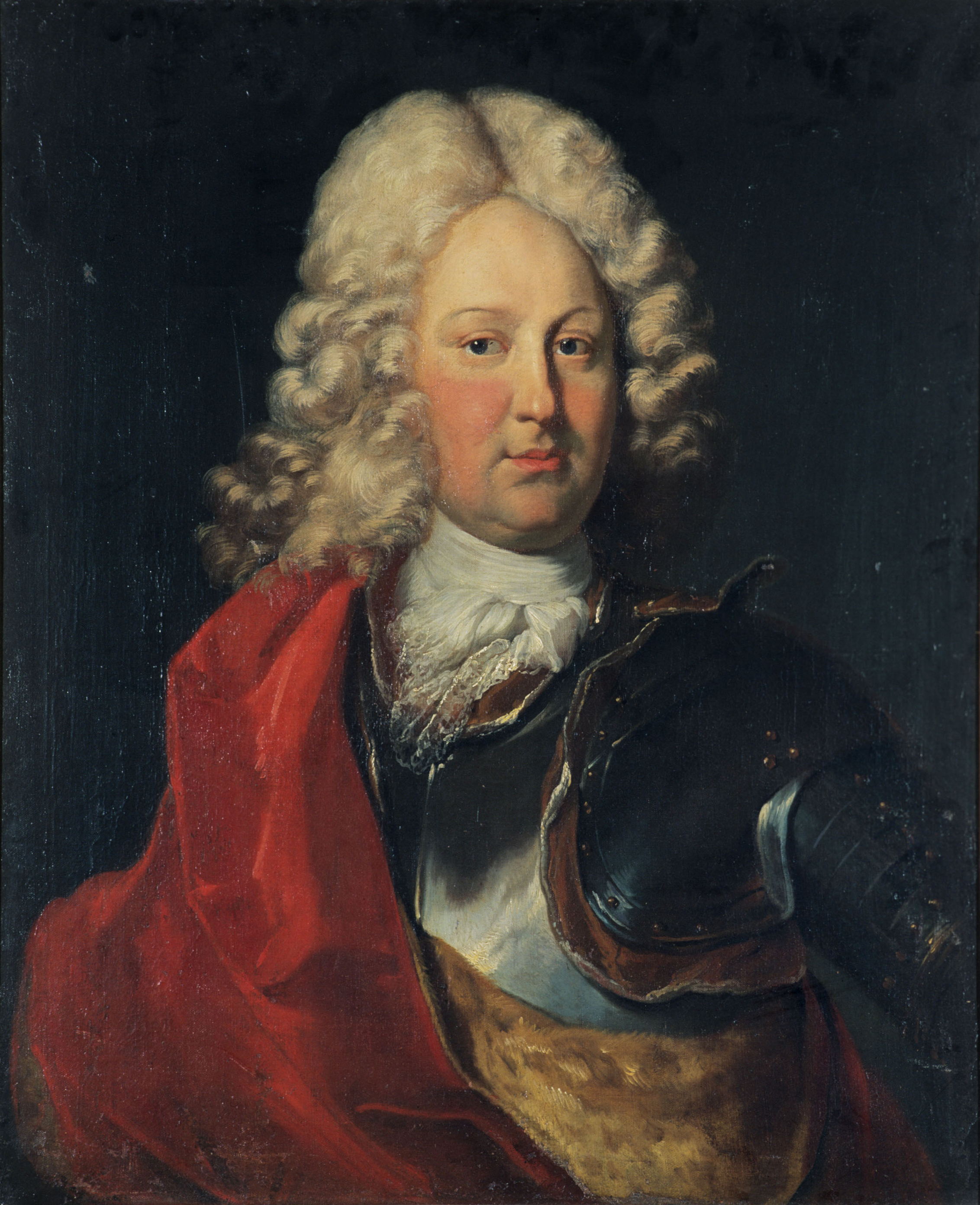
Markrabě Karel III. Vilém Bádensko-Durlašský (1679–1738), zakladatel města Karlsruhe. Portrét z roku 1710.

- George Bayer (1800–1839) – učitel, pionýrský osadník v americkém státě Missouri
- Karl Benz (1844–1929) – mechanik, inženýr a vynálezce, zakladatel firem Benz & Cie., C. Benz Söhne, Daimler-Benz a Mercedes-Benz. Narodil se na předměstí Mühlburg, učil a studoval v Karlsruhe
- Hermann Billing (1867–1946) – architekt (secese)
- Karl Drais (1785–1851) – vynálezce
- Theodor von Dusch (1824–1890) – lékař
- Ludwig Eichrodt (1827–1892) – spisovatel
- Clara Mathilda Faisst (1872–1948) – klavíristka a hudební skladatelka
- Hans Frank (1900–1946) – Obergruppenführer SA, Gauleiter a generální guvernér okupovaného Polska; válečný zločinec
- Karoline von Günderrode (1780–1806) – básnířka
- Friedrich Hund (1896–1997) – fyzik průkopnické generace kvantové mechaniky (Hundovo pravidlo)
- Oliver Kahn (* 1969) – fotbalový brankář
- Gustav Landauer (1870–1919) – jeden z vedoucích teoretiků anarchismu v Německu
- Friedrich Ratzel (1844–1904) – zoolog a geograf
- Walter von Reichenau (1884–1942) – polní maršál
- Wolfgang Rihm (* 1952) – hudební skladatel
- Joseph Viktor von Scheffel (1826–1886) – básník a spisovatel
- Peter Sloterdijk, (* 1947) – filosof, publicista a spisovatel
- Johann Gottfried Tulla (1770–1828) – inženýr, podílel se na regulaci a napřímení řeky Rýn; spoluzakladatel Karlsruhe University (1825)
- Victoria of Baden (1862–1930) – bádenská princezna a švédská královna, manželka Gustava V.
- Friedrich Weinbrenner (1766–1826) – architekt neoklasicismu
- Richard Willstätter (1872–1942) – chemik, nositel Nobelovy ceny za chemii (1915)
- Haze (rapper), vl. jménem David Bošnjak – rapper
- Niklas Hartweg (* 2000) – biatlonista

## Partnerská města
- Nancy, Francie (od roku 1955)
- Nottingham, Velká Británie (od roku 1969)
- Halle, Německo (od roku 1987, tehdy NDR)
- Timişoara, Rumunsko (od roku 1992)
- Krasnodar, Rusko (od roku 1998)
- Vinnycja, Ukrajina (od roku 2022)[2]